# セロン (化合物)

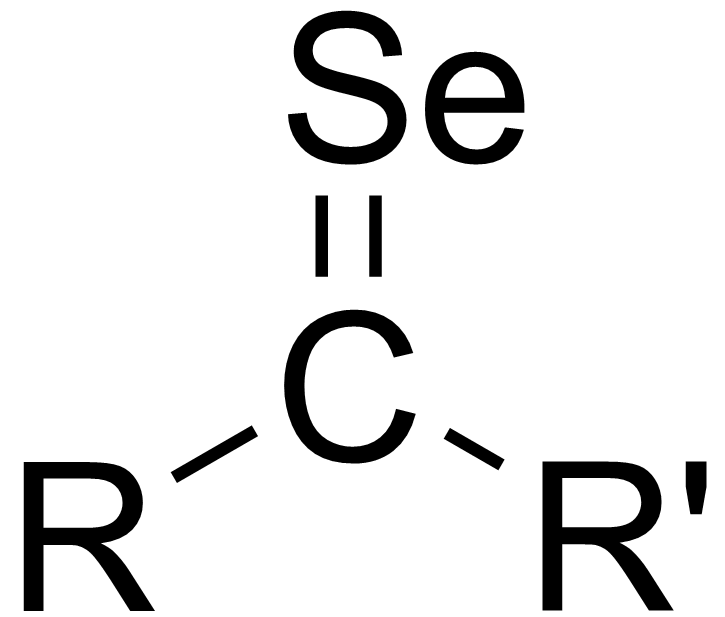
セロンの一般的な構造

セロン(Selone)またはセレノケトン(Selenoketone)は、ケトンの構造アナログで、酸素がセレンに置き換わったものである。セレン77は、セレンの同位体の1つで天然同位体であるので、セロンを含む化合物は、核磁気共鳴分光法で分析できる。セロンは、77Se-NMRで、キラル誘導体化試薬として用いられる。キラルなオキサゾリジンセロンは、2-オキサゾリドンのアナログとして、アルドール反応の立体選択性制御に用いられ、77Se-NMRでのアルドール生成物の鏡像体過剰率測定を可能とする。
セレノベンゾフェノンは、可逆的に二量体化する。ディールス・アルダー反応に類似した機構で1,3-ジエンと環化付加反応することが知られている。

## 関連文献
- Definition of Selones in the IUPAC Gold Book